# اجاره نرم‌افزار
نرم‌افزار به عنوان یک سرویس (انگلیسی: Software as a service) نرم‌افزاری و شیوه انتقالی است که بر پایه اجاره مجوز دهی می‌شود و متمرکز میزبانی می‌شود. گاهی به عنوان نرم‌افزار حاضر -آماده از آن یاد می‌شود (به آن مراجعه می‌شود). کاربران معمولاً با یک کلاینت سبک از طریق مرورگر وب به این سرویس نرم‌افزاری دسترسی می‌یابند. این سرویس به یک شیوه انتقالی برای بسیاری از برنامه‌های تجاری مبدل شده، شامل آفیس و نرم‌افزارهای پیام رسان، نرم‌افزارهای محاسبه گر حقوق، نرم‌افزارهای مدیریت پایگاه داده، نرم‌افزارهای مدیریتی، نرم‌افزارهای طراحی (CAD)، نرم‌افزارهای توسعه دهنده، بازی سازی، مجازی سازی، حسابداری، همکاری، مدیریت ارتباط مشتری، مدیریت سیستم‌های اطلاعاتی، طرح‌ریزی منابع سرمایه، فاکتور نویسی، مدیریت منابع انسانی، حصول نیروی مستعد، مدیریت محتوا، نرم‌افزارهای ضد ویروس و مدیریت میز خدمات. سرویس نرم‌افزاری (SaaS) به استراتژی تقریباً تمام شرکت‌های نرم‌افزاری گسترده آمیخته شده.
با توجه به تخمین‌های گروه گارتنر، فروش‌های اجاره نرم‌افزار در سال ۲۰۱۰ به ۱۰ میلیارد دلار رسید و پیش‌بینی شد تا ۱۲٫۱ میلیارد دلار در سال ۲۰۱۱ افزایش پیدا کند، ۲۰٫۷ درصد بیشتر از سال ۲۰۱۰. گروه گارتنر پیش‌بینی کرده که درآمد سرویس اجاره نرم‌افزاری بیشتر از دو برابر ارقام آن در سال ۲۰۱۰ خواهد بود و به حدود تخمینی ۲۱٫۳ میلیارد دلار می‌رسد. مدیریت ارتباط مشتری (CRM) همواره به عنوان بزرگ‌ترین بازار برای این سرویس است. پیش‌بینی شد درآمد اجاره نرم‌افزار از طریق این بازار (CRM) به ۳٫۸ میلیارد دلار در سال ۲۰۱۱ برسد، بیشتر از ۳٫۲ میلیارد دلار سال ۲۰۱۰.
مقوله سرویس نرم‌افزاری (SaaS) به عنوان یک بخش از اصطلاحات مربوط به رایانش ابری در نظر گرفته می‌شود، همراه با {اصطلاحات :} اجاره زیرساخت (IaaS)، اجاره پلتفرم (PaaS)، اجاره دسکتاپ (DaaS) اجاره نرم‌افزار مدیریت شده ،(MSaaS)، اجاره بخش سروری موبایل (MBaaS)، اجاره مدیریت فناوری اطلاعات (ITMaaS).

## تاریخچه
میزبانی مرکزی برنامه‌های تجاری تاریخش برمیگردد به دهه ۱۹۶۰. با شروع در آن دهه، شرکت آی بی ام و دیگر تأمین‌کننده‌های اصلی یک دفتر خدماتی تجارت سازماندهی کردند، که گاهی به عنوان تهسیم‌کننده زمان یا رایانش همگانی از آن یاد می‌شود. چنین خدماتی ارائه دادن قدرت رایانش و حافظه پایگاه داده به بانک‌ها و دیگر سازمان‌های بزرگ از مراکز داده گسترده در سطح جهانیشان را شامل می‌شد.
گسترده شدن اینترنت در طی دههٔ ۱۹۹۰ تقریباً رده‌های جدید رایانش متمرکز را به ارمغان آورده، که تأمین‌کننده سرویس برنامه (ASP) نامیده می‌شود. ای اس پی ها(ASPs) تجارت‌هایی با سرویس میزبانی و مدیریت کردن برنامه‌های خاص منظوره تجاری را تأمین می‌کنند، با هدف کم کردن هزینه‌ها توسط مدیریت مرکزی و توسط راه حل تخصصی‌سازی تأمین‌کننده‌ها در برنامه تجاری خاص را تأمین می‌کنند. دو تا از پیشگامان و بزرگ‌ترین ای اس پی‌ها، یو اس آی(USI) که دفتر مرکزی آن در واشینگتن، در منطقه DC و سهامی فیوچرلینک، دفتر مرکزی در ایرواین، کالیفرنیا.
سرویس اجاره نرم‌افزاری اساساً ایده مدل آی اس پی (تأمین‌کننده سرویس نرم‌افزاری) را گسترش می‌دهند. همچنین این مقوله اجاره نرم‌افزار معمولاً در تنظیمات خاص تری استفاده می‌شود:
- نظر به این که بیشتر ای اس پی های(ASP) آغازین بر مدیریت کردن و میزبانی نرم‌افزار تولیدکنندگان نرم‌افزار مستقل شخص ثالث تمرکز کردند، از سال ۲۰۱۲ تولیدکنندگان SaaS معمولاً نرم‌افزارهای خودشان را مدیریت کردند و توسعه دادند.
- از آنجایی که بسیاری از ای اس پی‌های اولیه بیشتر برنامه‌های کاربر-سرویس دهنده (کلاینت-سرور) سنتی را پیشنهاد می‌دادند، که نصب نرم‌افزار روی رایانه شخصی را نیازمند است، طرق‌های امروزی خدمت اجاره نرم‌افزاری عمدتاً بر پایه وب است و تنها به یک مرورگر وب برای استفاده نیاز دارد.
- از آنجایی که معماری نرم‌افزاری که توسط اغلب ای اس پی‌های اولیه استفاده می‌شد مجبور بودند نمونه‌های جداگانه هر برنامه را برای هر کاری نگه دارند، از سال ۲۰۱۲ راه حل‌های سرویس اجاره نرم‌افزاری به‌طور معمول از معماری چند مستأجری استفاده می‌کند، که در آن سرور به چندین کار و کاربر سرویس می‌دهد، و داده‌ها را هماهنگ با موقعیت بندی می‌کند.

بیان این سرنام ابتدا در یک مقاله به نام، پیش زمینه استراتژیک: نرم‌افزار به عنوان سرویس (سرویس نرم‌افزاری)، داخلی (طرح داخل یک شرکت) در فوریه ۲۰۰۱ توسط بخش اقتصادی شرکت تعاونی نرم‌افزار و اطلاعات (SIIA)منتشر شد.
سرویس پایگاه داده‌ای نیز به عنوان یکی از تنوع‌های سرویس نرم‌افزاری ظهور کرد.

## توزیع
این مدل ابری هیچ‌گونه نیاز فیزیکی برای توزیع غیرمستقیم ندارد چون به صورت فیزیکی توزیع نمی‌شود و اغلب به صورت لحظه‌ای پیاده‌سازی می‌شوند. اولین موج از شرکت‌های این سرویس مدل‌های اقتصادی خود را بدون نیاز به اضافه کردن شریک مالی در ساختار مالی خود ساختند (به جز زمانی که تا حدی وجودشان وابسته بوده). برای تولیدکنندگان سنتی نرم‌افزار ورود به مدل اجاره نرم‌افزاری آسان نبوده‌است، زیرا این مدل همانند مدل قبلی ساختار ورودی یکسان را برای آن‌ها تسهیل نمی‌کند، و ادامه کار کردن با توزیع شبکه‌ای از حد سود آن‌ها کاهش می‌کاهید و رقابت قیمت‌گذاری محصولات آن‌ها را تخریب می‌کرده.
امروزه یک چشم‌انداز با سرویس اجاره نرم‌افزاری و بازی‌کننده‌های سرویس که مدل فروش غیرمستقیم را با مدل تجاری خود ترکیب می‌کنند مدیریت می‌کنند، و آن‌هایی که طالب باز تعریف نقش خود با اقتصاد فناوری اطلاعات هستند، شکل می‌گیرد.

## قیمت‌گذاری
برخلاف نرم‌افزارهای سنتی که قراردادی به صورت مجوز (لایسنس) همیشگی در هنگام خرید فروخته می‌شود (و یک قیمت پشتیبانی مستمر اختیاری)، تأمین‌کننده‌های سرویس نرم‌افزاری عمدتاً برنامه‌ها را با استفاده از فی اجاره قیمت‌گذاری می‌کنند، معمولاً بیشتر اوقات یک قیمت ماهانه یا سالانه. در نتیجه قیمت شروع اولیه برای سرویس اجاره نرم‌افزاری معمولاً پایین‌تر از نرم‌افزار اینترپرایز مشابه است. تولیدکنندگان نرم‌افزار معمولاً برنامه‌هایشان را بر اساس مقادیر استفاده مانند تعداد کاربرانی که از برنامه استفاده می‌کنند قیمت‌گذاری می‌کنند. همچنین، به خاطر این که در محیط سرویس نرم‌افزاری داده‌های مشتری در دست سازنده است همچنین این امکان به وجود می‌آید که به ازای تراکنش، رخداد، یا دیگر واحد ارزش مثل تعداد پردازنده‌هایی که درخواست می‌شود بها پرداخت شود.
در این ارتباط هزینه کمتر برای تدارک کاربر (وضع یک مشتری جدید) در محیط چند مستأجری بعضی سازندگان را قادر می‌سازد برنامه‌هایی را که از امکان مدل مدت رایگان استفاده می‌کنند پیشنهاد کنند. در این مدل یک سرویس رایگان با قابلیت یا محیط محدود در دسترس قرار می‌دهد و برای قابلیت‌های پیشرفته یا محیط بزرگ‌تر قیمت‌ها محاسبه می‌شود. بعضی دیگر از این برنامه‌های سرویس‌های نرم‌افزاری کاملاً رایگان هستند، که درآمد از منبع‌های جایگزین مانند تبلیغ کردن برمیگردد.
یکی از کلیدهای باعث پیشرفت سرویس نرم‌افزاری توانایی سازندگان آن در عرضه یک قیمت رقابتی با نرم‌افزارهای در محل هست. این با منطق سنتی برای برون سپاری سیستم‌های فناوری اطلاعات استوار است، که اعمال کردن اقتصاد قابل تعمیم به عملیات برنامه را در بر می‌گیرد، به عنوان مثال، یک سرویس دهنده بیرونی شاید بتواند برنامه‌های بهتر، ارزانتر و مورد اطمینان بیشتر پیشنهاد می‌دهد.

## معماری
اکثریت قریب به اتفاق راه حل‌های سرویس نرم‌افزاری بر پایه چند مستأجری است. با این مدل یک نسخه از برنامه با یک سری تنظیمات (سخت‌افزار، شبکه، سیستم عامل) برای تمامی مشتری‌ها (مستاجرها) استفاده می‌شود. برای پشتیبانی از توسعه پذیری، برنامه بر روی چند ماشین نصب می‌شود (به توسعه افقی مشهور است). در بعضی موارد، یک نسخه دوم از برنامه برای پیشنهاد به یک دسته از مشتری‌های انتخاب شده با دسترسی به نسخه در حال توسعه از برنامه برای اهداف تست کردن در نظر گفته می‌شود. این با نرم‌افزار سنتی در تضاد است، که تعدادی کپی فیزیکی نرم‌افزار که هر کدام به نوبهٔ خود از نسخه‌های متفاوت هستند با تنظیمات داخلی متفاوت و گاهی شخصی‌سازی شده در بین تعداد زیادی سایت‌های رایانه نصب بشوند. در این مدل سنتی هر نسخه از برنامه برپایه یک کد منحصر به فرد است.
هر چند با استثنایی به جای حالت معمول، بعضی از راه حل‌های سرویس اجاره نرم‌افزاری از چند مستأجری استفاده نمی‌کنند، یا از دیگر مکانیزم‌ها مثل مجازی سازی، تا یک تعداد زیادی از مشتری‌هایی که در یک محیط چند مستأجری هستند را اقتصاد محور مدیریت کنند. با این که چند مستأجری یک جز مهم برای سرویس اجارهٔ نرم‌افزاری هنوز بحثی جنجالی است.
دو راه اصلی برای سرویس نرم‌افزاری وجود دارد:
- سرویس نرم‌افزاری عمودی

نرم‌افزاری که نیازهای خاص یک شرکت را پاسخ می‌دهد (یه عنوان مثال: نرم‌افزاری برای مراقبت سلامتی، کشاورزی، مشاور املاک، صنایع اقتصادی)
- سرویس نرم‌افزاری افقی

محصولاتی که بر دسته‌بندی نرم‌افزارها تمرکز می‌کند (بازاریابی، فروش‌ها، ابزار توسعه دهندگان، منابع انسانی) که با صنایع در تضاد هستند.

## مشخصه‌ها
اگرچه تمامی برنامه‌های سرویس اجاره نرم‌افزاری تمام مشخصات را به اشتراک نمی‌گذارند (از هم بهره می‌برند)، مشخصات زیر بین بسیاری از برنامه‌های این نوع سرویس معمول است:

### تنظیمات و سفارشی‌سازی
برنامه‌های سرویس نرم‌افزاری به‌طور مشابه از چیزی که در گذشته به عنوان سفارشی‌سازی برنامه شناخته شده‌است پشتیبانی می‌کند. به بیانی دیگر، مانند نرم‌افزارهای سازمانی پیشین یک مشتری می‌تواند مجموعه‌ای از گزینه‌های تنظیمات (که با پارامترها شناخته می‌شود) که عملکردها و نما و حس (رابط گرافیکی) اش را تغییر دهد. هر مشتری ممکن است که تنظیمات (یا ارزش‌های پارامتر) مربوط به خود را برای گزینه‌های تنظیمات داشته باشد. برنامه می‌تواند به درجه‌ای که برای قرارگیری مجموعهٔ پارامترهای تنظیمات از پیش تعریف شده طراحی شده بود، سفارشی شود.
برای مثال: برای پشتیبانی نیازهای معمول مشتری‌ها برای تغییر ظاهر و حس کاربری یک برنامه، در نتیجه آن، برنامه با برند مشتری به معرض وجود در می‌آید. (یا در صورت تمایل برند اشتراکی) بسیاری از برنامه‌های سرویس نرم‌افزاری به مشتری‌ها اجازه می‌دهند که یک لوگو سفارشی تهیه کنند (توسط رابط خود سرویس یا با کار کردن با خدمه تأمین‌کننده برنامه) و گاهی مجموعه‌ای از رنگ‌ها. البته مشتری نمی‌تواند کلیات گرافیک صفحه را عوض کند مگر این یک گزینه برای آن تعبیه شده باشد.

### انتقال ویژگی با شتاب
برنامه‌های سرویس اجاره نرم‌افزاری معمولاً بیشتر به دفعات نسبت به نرم‌افزارهای سنتی به روزرسانی می‌شوند، در بیشتر موارد به صورت هفتگی یا ماهانه. این حالت با چندین فاکتور فعال می‌شود:
- این برنامه به صورت مرکزی میزبانی می‌شود، بنابراین یک به روزرسانی توسط تأمین‌کننده تصمیم‌گیری و اجرایی می‌شود، نه توسط مشتریان.
- برنامه تنها یک نوع تنظیمات دارد، تا تست رشد را سریع تر کند.
- سازنده برنامه نیازی ندارد که منابع را با به روزرسانی و نگهداری نسخه‌های گذشته نرم‌افزار گسترش دهد، زیرا تنها یک نسخه واحد وجود دارد.
- سازنده برنامه به تمامی داده‌های مشتری‌ها دسترسی دارد برای تسریع زمان و آزمون رگرسیون.
- تأمین‌کننده راه حل به رفتار کاربر با برنامه دسترسی دارد (معمولاً با آنالیز وب)، تا راحت‌تر مناطق پر ارزش برای پیشرفت شناسایی کند .

انتقال ویژگی با شتاب به علاوه با روش توسعه نرم‌افزاری چابک وجود داشت. این چنین روش‌ها که اواسط دهه ۱۹۹۰ میلادی تکامل یافت، مجموعه‌ای از ابزار توسعه نرم‌افزار تهیه می‌کند و پشتیبانی مکرر تولیدات نرم‌افزاری را عملی می‌کند.

### پروتکل‌های یکپارچه آزاد
به این دلیل که برنامه‌های سرویس نرم‌افزاری نمی‌توانند به سیستم‌های داخلی شرکت دسترسی داشته باشند (پایگاه داده یا سرویس‌های داخلی)، آن‌ها معمولاً پروتکل‌های یکپارچه و رابط‌های برنامه‌نویسی برنامه که در سطح وسیع شبکه اعمال می‌شود، پیشنهاد می‌دهد. معمولاً این‌ها پروتکل‌های مبتنی بر http و REST و SOAP هستند.
حضور لحظه‌ای برنامه‌های سرویس اجاره نرم‌افزاری و دیگر سرویس‌های اینترنتی و استانداردهای تکنولوژی رابط‌های برنامه‌نویسی توسعه ترکیب‌ها (mashups) را باعث شده‌است، که برنامه‌های سبکی هستند که داده، ارائه و عملکرد را از چندین سرویس ترکیب می‌کند تا یک مرکب (از آنها) بسازد. ترکیب‌ها به علاوه بین برنامه سرویس نرم‌افزاری و نرم‌افزارهای در محل تفاوت قائل می‌شود همان‌طور که اخیراً نمی‌توان به راحتی بیرون یک دیوار آتش شرکت متحد شد.

### قابلیت همکاری (و اجتماعی)
الهام گرفته از موفقیت شبکه‌های اجتماعی بر خط و دیگر توانایی‌های وب ۲، بسیاری از برنامه‌های سرویس نرم‌افزاری ویژگی‌هایی که به کاربرانشان اجازه همکاری و اشتراک اطلاعات می‌دهند، پیشنهاد می‌کنند.
برای مثال، برنامه‌های مدیریت پروژه که با پیشنهاد مدل سرویس اجاره نرم‌افزاری ارائه می‌شود –به علاوه عملکرد برنامه‌ریزی پروژه قدیمی – ویژگی‌های همکاری به کاربران اجازه می‌دهند روی کارها و برنامه‌ها کامنت بگذارند و اسناد را با داخل و خارج یک سازمان به اشتراک بگذارند. چندی دیگر از برنامه‌های سرویس نرم‌افزاری به کاربران اجازه می‌دهد رأی دهند و ایده‌های ویژگی جدید را پیشنهاد دهند.
با این که بعضی قابلیت مرتبط با همکاری هم در نرم‌افزارهای در محل آمیخته‌است (واضح یا ضمنی) همکاری بین کاربران یا مشتری‌های متفاوت تنها با نرم‌افزاری که مرکزی میزبانی می‌شود امکان‌پذیر است.

## پیش برنده‌های پذیرش (سیستم جدید)
تغییرات مهم متعدد در بازار نرم‌افزار و چشم‌اندازه تکنولوژی، پذیرش و رشد راه حل‌های سرویس نرم‌افزاری را تسهیل کرده‌است:
- افزایش استفاده از رابط کاربری برپایه وب توسط برنامه‌ها همراه با ازدیاد شیوه‌های ارتباطی (مثل طراحی وب)، پیوسته از نیاز برای برنامه‌های دو سری (کلاینت-سرور) سنتی می‌کاهد. در نتیجه سرمایه‌گذاری‌های سازندگان نرم‌افزار سنتی در نرم‌افزار که بر فت کلاینت بنا شده به یک ناکارآمدی بدل شده (الزام به پشتیبانی فی الحال)، باز شدن دروازه برای تولیدکنندگان نرم‌افزار جدید که تجربه کاربری ای «مدرن» تر بیان می‌کند را پیشنهاد می‌دهند.
- استانداردسازی تکنولوژی صفحات وب (html,javaScript,CSS) افزایش جمعیت توسعه وب به عنوان یک روش و معرفی و همه‌گیری چارچوب‌های برنامه وب مثل ruby on Rails یا laravel به آرامی هزینه‌های توسعه راه حل‌های جدید سرویس نرم‌افزاری را کاهش می‌دهد و تأمین‌کننده‌های راه حل‌های جدید را فعال می‌کند تا با راه حل‌های رقابتی ظهور کنند، تولیدکنندگان قدیمی را به چالش بکشند.
- افزایش نفوذ دسترسی به اینترنت با پهنای باند برنامه‌های میزبانی مرکزی از راه دور را فعال کرد تا سرعتی قابل قیاس با نرم‌افزارهای در محل ارائه کند.
- طبقه‌بندی پروتکل https به عنوان بخشی از پشته وب، امنیت سبک در دسترس جهانی را که برای بیشتر برنامه‌ها کافی است را تأمین می‌کند.
- معرفی و پذیرش گسترده پروتکل‌های یکپارچه سبک مانند REST و SOAP یکپارچگی ارزانی بین برنامه‌های سرویس اجاره نرم‌افزاری (در سیستم ابری) با برنامه‌های داخلی در سطح شبکه وسیع و دیگرهای برنامه‌های سرویس نرم‌افزاری مقدور کرده‌است.

## چالش‌های پذیرش (سیستم جدید)
بعضی از محدودیت‌ها پذیرش سرویس نرم‌افزاری را کند می‌کنند و از استفاده آن در بعضی موارد جلوگیری می‌کنند:
- چون داده‌ها در سرورهای تولیدکننده ذخیره می‌شود، امنیت داده‌ها یک معضل می‌شود.
- برنامه‌ها سرویس اجاره نرم‌افزاری در فضای ابری میزبانی می‌شوند، دور از کاربران برنامه. این به معنی تأخیر در محیط است: در نتیجه برای مثال: مدل اجاره نرم‌افزاری برای برنامه‌هایی که نیاز به زمان پاسخ در میلی‌ثانیه دارند مناسب نیست.
- معماری چند مستأجری که مزیت قمیت را برای تأمین کنندگان راه به ارمغان می‌آورد، سفارشی‌سازی برنامه‌ها را برای کاربران زیاد محدود می‌کند، مهار کردن این چنین برنامه‌هایی از استفاده شدن در سناریوها (اجرایی در سازمان‌های بزرگ) برای آن‌هایی که سفارشی بودن مهم است.
- بعضی از برنامه‌های تجاری نیاز به دسترسی یا ادغام با داده‌های حال مشتری‌های دارند. زمانی که این چنین داده‌ها مقدار یا حساسیت زیادی دارند (مانند اطلاعات شخصی کاربران)، یکپارچگی آن‌ها با نرم‌افزارهای میزبانی راه دور می‌تواند پرهزینه و پرخطر باشد، یا می‌تواند با دستورها حکومتی تداخل داشته باشد.
- قانون تضمین تحقیق/تصرف مشروط، از تمام داده‌های ذخیره شده شناور محافظت نمی‌کند. نتیجه نهایی این است که یک اتصالی به زنجیر امنیت جایی که به داده دسترسی داده می‌شود اضافه می‌شود و با توسعه، نا کارآمدی این داده‌ها تنها با فرض صداقت اشخاص ثالث یا آژانس‌های دولتی می‌توانند با شناسایی‌های خود به این داده‌ها دسترسی داشته باشند.
- تعویض تولیدکنندگان سرویس نرم‌افزاری شاید با کندی و مشکلات کار انتقال داده‌های بزرگ با اینترنت درگیرکننده باشد.
- سازمان‌هایی که سرویس نرم‌افزاری را می‌پذیرند شاید متوجه بشوند که مجبورند که نسخه‌های جدید را بپذیرند که شاید نتیجه آن هزینه‌های آموزشی پیش‌بینی نشده باشد. یک افزایش احتمال که یک کاربر خطایی را ایجاد کند، یا ناپایداری از خلع‌ها در نرم‌افزارهای جدید تر.
- شاید این تولیدکننده باید از تجارت خارج بشود یا یکدفعه خاتمه زمانی این نرم‌افزار را اعلام کند، کاربر شاید دسترسی اش به نرم‌افزارهایش را ناگهانی از دست بدهد، که می‌تواند پروژه‌های حال و آینده شرکت را متزلزل کند، به حدی که کاربر را با داده‌های قدیمی تنها بگذارد، که آن‌ها دیگر قادر به دسترسی و تغییرات نیستند.
- تحت یک ارتباط اینترنتی بودن یعنی داده‌های یک قالب سرویس نرم‌افزاری با سرعت اینترنت منتقل می‌شوند، به جای سرعت بالاتر نهان بخش‌ها در شبکه داخلی.
- آیا شرکت‌های میزبانی سرویس اجارهٔ نرم‌افزار می‌توانند درجه زمانی توافق شده در اس ال ای (توافق سطح سرویس SLA)را تضمین کنند؟

مدل استاندارد نیز محدودیت‌هایی را دارد:
- هماهنگی با سخت‌افزار، دیگر نرم‌افزارها و سیستم‌های عامل.
- گواهی دهی و مشکلات کامپایل (مجوز نداشتن کپی‌های نرم‌افزار سازمان را در خطر مالی یا دادگاهی قرار می‌دهد)
- نگه داری، پشتیبانی، و الصاق فرایندهای بازنگری.

## روندهای ظهور
در نتیجهٔ قطعه بندی وسیع در فضای تأمین‌کننده‌های سرویس نرم‌افزاری، یک روند ظهور با توسعه پلتفرم‌های یکپارچه سرویس نرم‌افزاری وجود دارد .(SIP) این نوع پلتفرم‌ها به مشترکان اجازه می‌دهند که چند برنامه سرویس نرم‌افزاری توسط یک پلتفرم ساده دسترسی داشته باشند. آن‌ها همچنین به توسعه دهندگان جدید برنامه یک فرصت پیشنهاد می‌کنند تا برنامه‌های جدید را توسعه و گسترش دهند.
این روند به عنوان موج سوم خوانده می‌شود در پذیرش (سیستم جدید) نرم‌افزاری، که سرویس نرم‌افزاری در ورای برنامه‌های مستقل حرکت می‌کند تا به پلتفرمی جامع مبدل شود. اولین آن توسط Bitium در سال ۲۰۱۲ ایجاد شد، که SSO را تأمین می‌کند سرویس‌هایی به تجارت که روی چند برنامه عملیات انجام می‌دهد. Zoho و SutiSoft دو شرکتی هستند که پروتکل‌های یکپارچه را امروزه عرضه می‌کنند. چند صنایع دیگر صاحب نقش، شامل سلزفرس، مایکروسافت، پروکیوریفای (procurify) و اوراکل به شدت پلتفرم‌های مشابه را توسعه می‌دهند.
روند دیگر با ازدیاد محصولات نرم‌افزاری که توابع را ترکیب می‌کنند برای مدیریت منابع انسانی، پرداخت حقوق، و مدیریت مالی به عنوان یک راه حل تجمیع شده در ترویج همکاری بین یک کارمند و کارفرما دست و پنجه نرم می‌کند. این کار تلاش‌های حال بسیاری از تجارت‌ها را برای ایجاد ابزار خود-سرویس کارمند برای کارش تکمیل می‌کند.

### مهندسی برنامه‌ها
مهندسی شبیه‌سازی نرم‌افزار، قبلاً به عنوان یک راه حل محلی توسط رایانه شخصی کاربر ارائه شد که یک کاندید ایدئال برای تحویل ارائه سرویس نرم‌افزاری است. بازار برای مهندسی شبیه‌سازی نرم‌افزار سرویس اجاره‌ای در دوران بلوغ خود است، اما علاقه به این مفهوم در حال بزرگ شدن است به دلایل مشابه با علاقه به سرویس نرم‌افزاری که در صنایع دیگر در حال رشد است. دلیل پیشران اصلی این است که نرم‌افزار شبیه‌ساز مهندسی نیاز به سرمایه مقابل زیاد دارد تا به نرم‌افزار شبیه‌سازی دسترسی پیدا کرد. سرمایه‌گذاری زیاد، مهندسی شبیه‌سازی را برای استارت آپ‌ها و شرکت‌های بازاری میانه که بی میل یا نا توان در خطر هزینه پروژه‌های اثبات نشده یک نرم‌افزار بزرگ هستند خارج از دسترس نگه می‌دارد.

### برنامه‌های مراقبت از سلامت
۸۳ درصد از سازمان‌های سلامتی فناوری اطلاعات الان از سرویس‌های ابری استفاده می‌کنند که ۹٫۳ درصد آن‌ها در حال برنامه‌ریزی اند، تا آنجایی که ۶۷ درصد سازمان‌های سلامت محور فناوری اطلاعات در حال حاضر از برنامه‌های سرویس نرم‌افزاری محور استفاده می‌کنند.

## سپردن داده
سپردن داده در سرویس اجاره نرم‌افزاری یک فرایند نگهداری یک کپی از داده‌های برنامه سرویس نرم‌افزاری با یک شخص ثالث مستقل است. مشابه با سپردن کد منبع، که سورس کد مهم نرم‌افزار در یک شخص ثالث مستقل ذخیره می‌شود، سپردن داده در این سرویس مشابه با همان منطقی است که با یک برنامه سرویس اجاره نرم‌افزاری اجرایی شده. این به شرکت‌ها اجازه می‌دهد از تمام داده‌هایی که در برنامه‌های سرویس نرم‌افزار مقیم است مراقبت و اطمینان حاصل کنند در مقابل با از دست رفتن اطلاعات.
دلایل زیاد و متنوعی برای در نظر گرفتن داده سپاری سرویس نرم‌افزاری وجود دارد شامل حساسیت‌ها در مورد ورشکستگی تولیدکنندگان در قطع سرویس‌های برنامه‌ریزی نشده و از دست رفتن داده نهانی یا خرابی آن. بسیاری از تجارت‌ها دقیق هستند تا مطمئن بشوند مطابق با استانداردهای حاکمهٔ خودشان برخورد می‌شود یا پیشرفت گزارش‌ها و آنالیزهای تجاری را در مقابله با داده‌های سرویس نرم‌افزاری می‌خواهند. تحقیقاتی که توسط نرم‌افزار کلییرپیس انجام شده دربارهٔ رشد سرویس اجاره نرم‌افزاری نشان داده ۸۵ درصد از مشارکت کنندگان می‌خواهند یک کپی از داده‌های خود را داشته باشند. یک سوم آن‌ها خواستار یک کپی روزانه‌اند.
از کمپانی‌های بزرگ دنیا که در این حوزه کار می‌کنند می‌توان به این شرکت‌ها اشاره کرد:
| Dell  | Google     | Cisco  | AT&T          |
| Yahoo | SalesForce | VMware | Microsoft     |
| Cisco | IBM        | Citrix | EMC           |
| Sun   | Oracle     | Novell | Grid Dynamics |